# تاكاشي موريتا
تاكاشي موريتا هو سياسي ياباني، ولد في 22 يوليو 1967 في توياما في اليابان. حزبياً، نشط في People's New Party ‏. وقد انتخب عضو مجلس المستشارين ( – 28 يوليو 2013).

## وصلات خارجية
- الموقع الرسمي